# Johann Christoph Richter (Ratsherr)

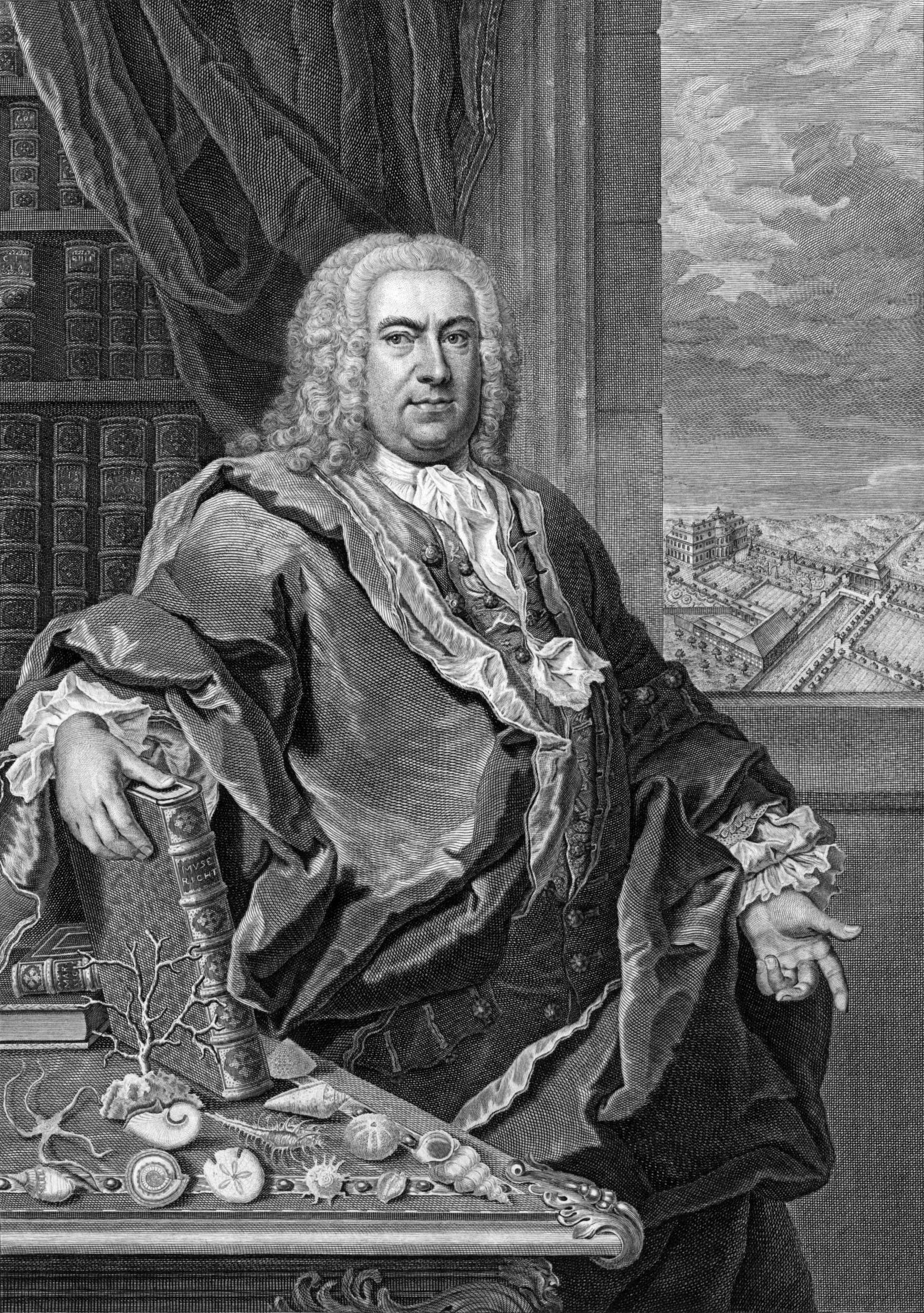
Johann Christoph Richter

Johann Christoph Richter (* 29. Oktober 1689 in Leipzig; † 27. Februar 1751 ebenda) war ein bedeutender Leipziger Handels- und Ratsherr.

## Leben
Johann Christoph Richter war der Sohn des Leipziger Handelsherrn Thomas Richter (1652–1719) und der Bruder des Ratsherren und Kunstsammlers Johann Zacharias Richter (1696–1764). Der Vater war durch den Handel mit erzgebirgischen Blaufarbenwaren (Cobaltblau) zu Reichtum gelangt. Der Familie gehörte ein Anwesen in der Reichsstraße, das später Deutrichs Hof hieß.
Auch Johann Christoph Richter betrieb den Handel mit Blaufarbenwaren. Wegen seiner Verdienste um den sächsischen Blauwarenhandel wurde er von Kurfürst Friedrich August II. zum Kammer- und Bergrat ernannt. Er bekleidete verschiedene Ämter im Leipziger Rat und war Mitglied der karitativen Gesellschaft der Vertrauten.
Durch Erbschaft besaß Richter ein Haus in der Hainstraße (Zum Kleinen Joachimsthal).
1718 heiratete er Christiana Sophia Rücker. Aus der Ehe gingen eine Tochter und drei Söhne hervor.

## Das Richtersche Landhaus

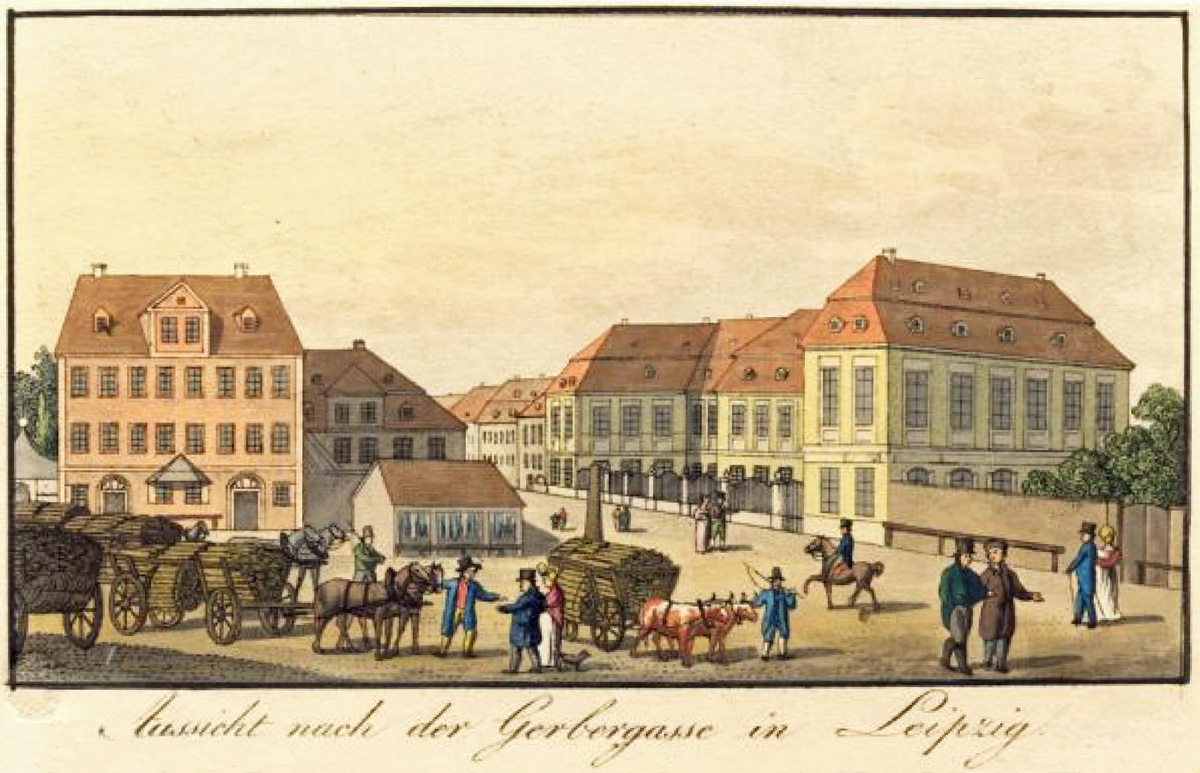
Das Richtersche Landhaus am Beginn der Gerbergasse
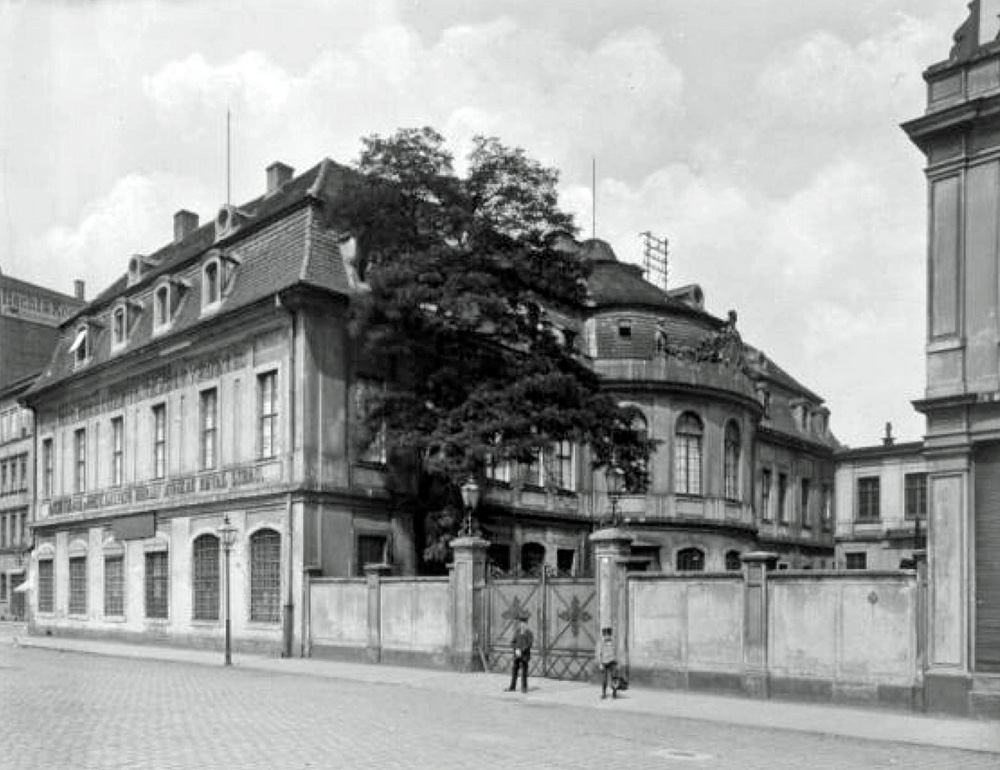
Das Haus von Südosten mit der Gartenfront (um 1885)

Richter erbte von seinem 1722 verstorbenen Bruder Thomas Benedikt Richter (1687–1722) nördlich der Stadt vor dem Hallischen Tor ein Gartengrundstück mit Landhaus. 1743/44 ließ er das Haus abreißen und durch den Leipziger Baumeister Friedrich Seltendorff (um 1700–1778) und den Ratszimmermeister Christoph Döring (1700–1763) ein zweiflügeliges schlossartiges Landhaus als Wohnsitz errichten, an dessen künstlerischer Ausstattung auch Adam Friedrich Oeser (1717–1799) mitwirkte. Für die Gartenfront des Hauses diente das Schloss Hubertusburg bei Wermsdorf als Vorbild. Richters Landhaus kann als das Hauptwerk Seltendorffs gelten. Das Haus lag am Beginn der Gerbergasse (heute Gerberstraße), etwa auf dem Gelände des Hotels Astoria.
Nach Richters Tod erbte seine Tochter Christiane das Anwesen. Sie heiratete 1754 den Juristen und Ratsherrn Christian Ludwig Stieglitz (1724–1772). 1820 ging das Gebäude in den Besitz des Rates der Stadt über, die dort die Akziseämter für die königlichen und städtischen Handelsabgaben einrichtete. 1895 wurde das Haus abgebrochen.

## Das Museum Richterianum

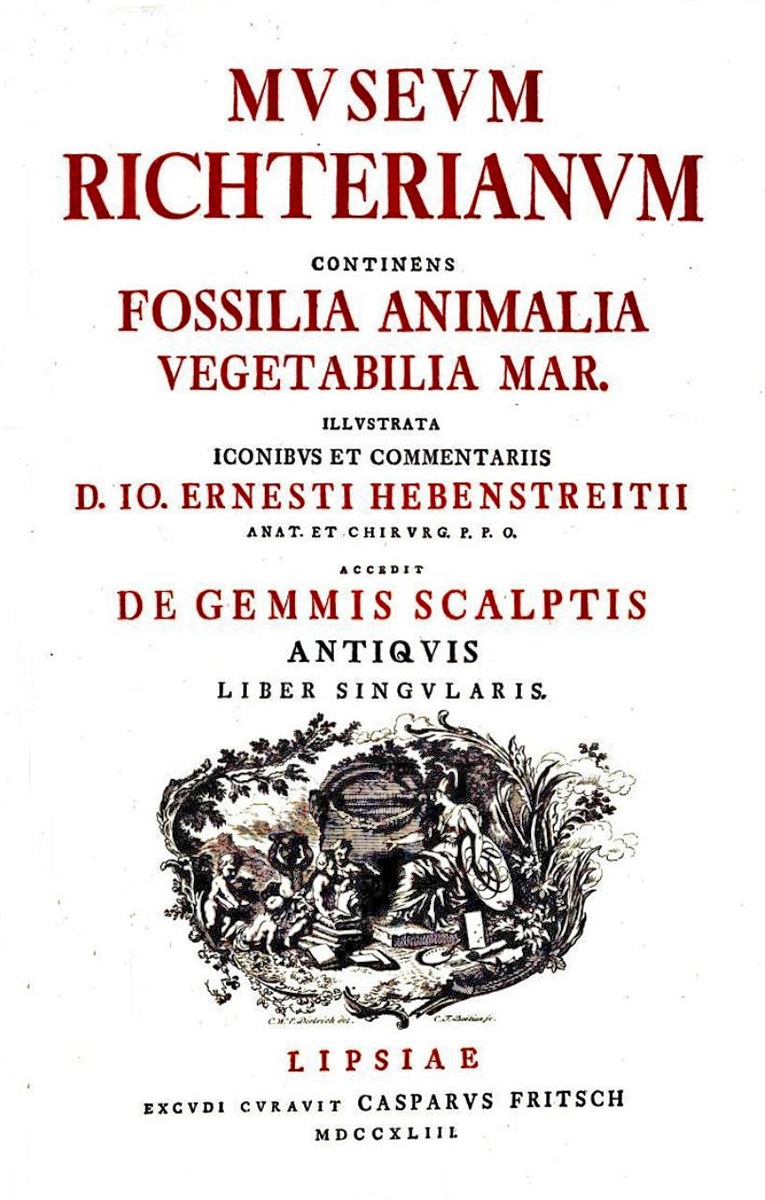
Deckblatt zum Katalog der Richterschen Sammlung
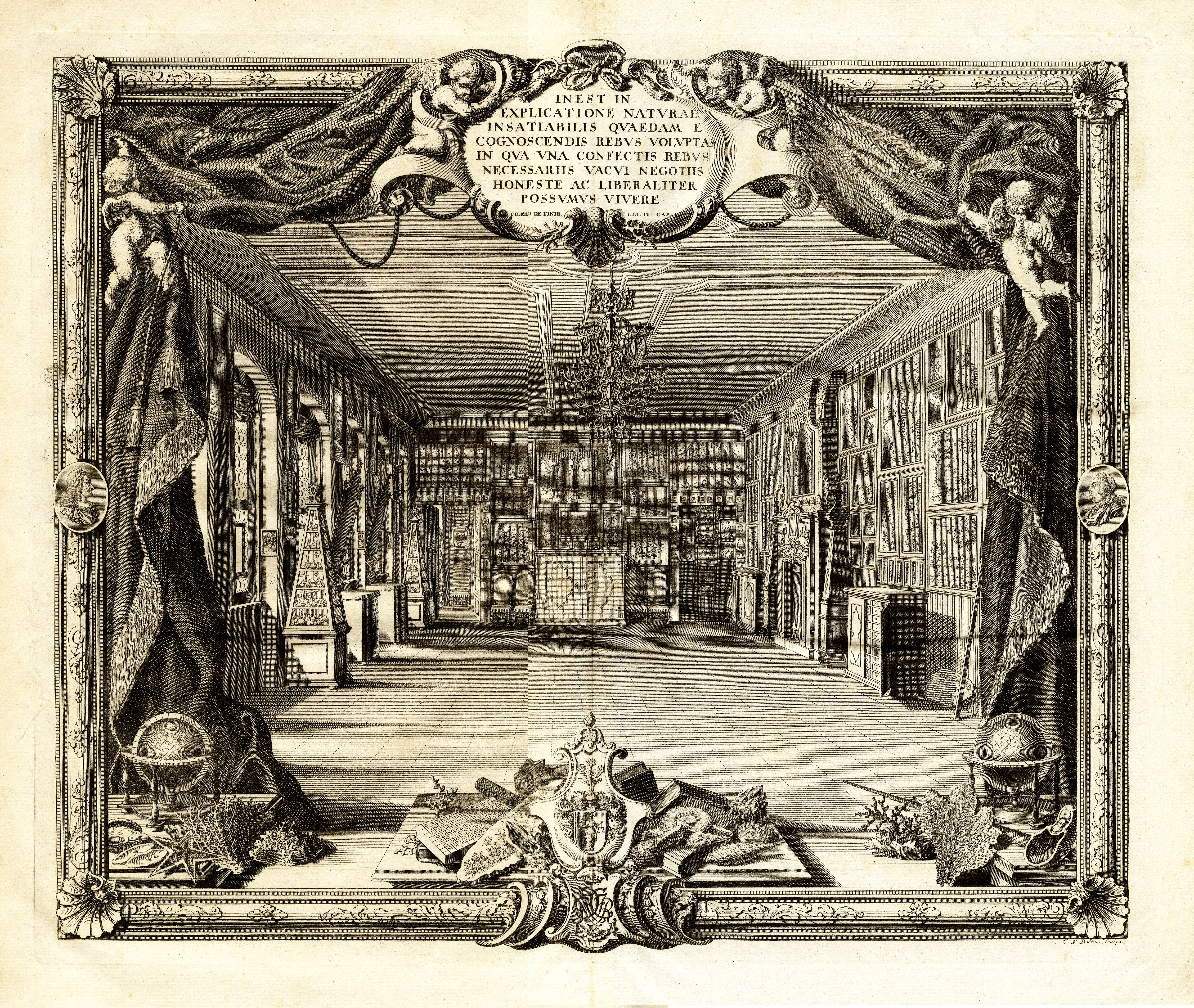
Museum Richterianum Beilage zum Katalog

Richter besaß eine reichhaltige, weit über Leipzig hinaus bekannte Naturaliensammlung mit mineralischen, tierischen und pflanzlichen Präparaten, von denen einige auf seinem Porträt vor ihm ausgebreitet sind. Johann Ernst Hebenstreit verfasste 1743 einen Katalog zur Sammlung mit dem Titel Museum Richterianum continens fossilia animalia, vegetabilia marina, den er auf dem Porträt in der Hand hält. Schon die Seitenzahl des in lateinischer und deutscher Sprache verfassten Werkes von über 400 lässt den Umfang der Sammlung erahnen. Obwohl im Titel nicht explizit genannt, machen die mineralischen Objekte etwa zwei Drittel des Werkes aus. Gold, Silber, Kupfer, Zinn, Blei, Quecksilber sowie Kobalt und deren verschiedene Erze sowie Edelsteine, Harze, Salze und Erden sind jeweils mit über einhundert Belegstücken verschiedener Provenienz vertreten. Das erklärt sich nicht zuletzt aus Richters Beziehungen zum Bergbau im Erzgebirge über seine Handelstätigkeit. Das letzte Drittel behandelt die sogenannten „tierischen Sachen“, wozu zum Beispiel Fossilien, Fische, Muscheln, Schnecken, Seegewächse und Hunderte von Insekten zählen. Im Anhang werden weit über Einhundert antike Gemmen beschrieben.
Die Sammlung befand sich zu Lebzeiten Richters im Haus an der Reichsstraße und kam dann in das Haus in der Hainstraße. Seine Nachkommen veräußerten die Sammlung. Teile davon befinden sich heute im Waldenburger Naturalienkabinett.